# Camille Pleyel
Pour les articles homonymes, voir Pleyel (homonymie).
Camille Pleyel, né le 18 décembre 1788 à Strasbourg, mort le 4 mai 1855 à Paris, est un compositeur français, directeur de la compagnie musicale Pleyel, facteur de pianos officiel du roi sous la Restauration et sous la monarchie de Juillet, fondateur en 1830 de la première « salle Pleyel »

## Biographie

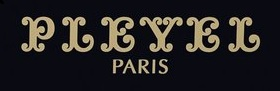
Logo des pianos Pleyel, de nos jours.

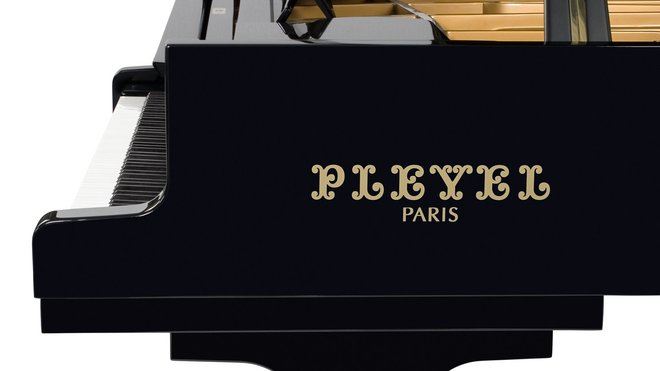
Grand piano à queue de concert P280.

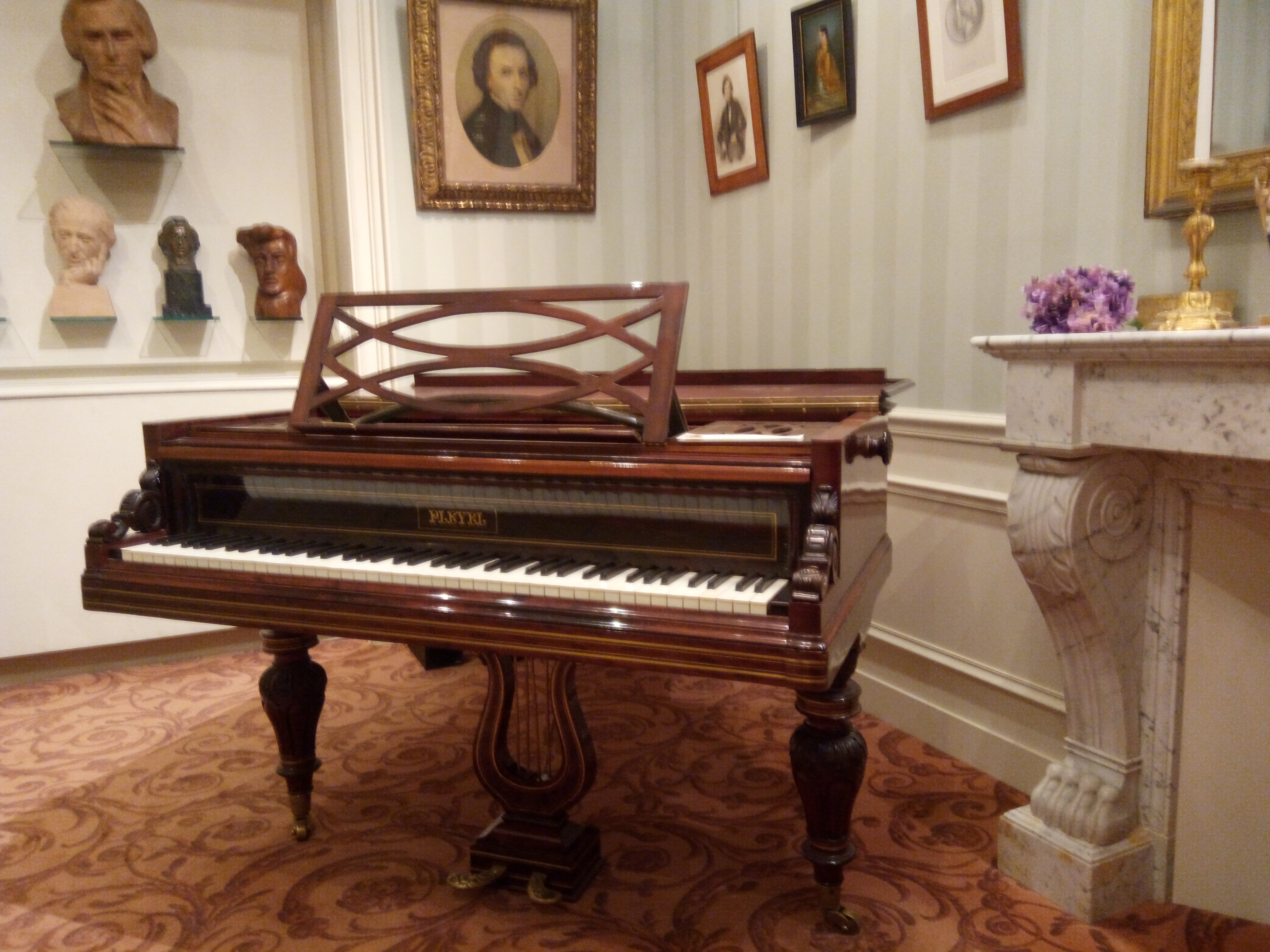
Piano Pleyel à queue de Frédéric Chopin, au musée Chopin de Paris.

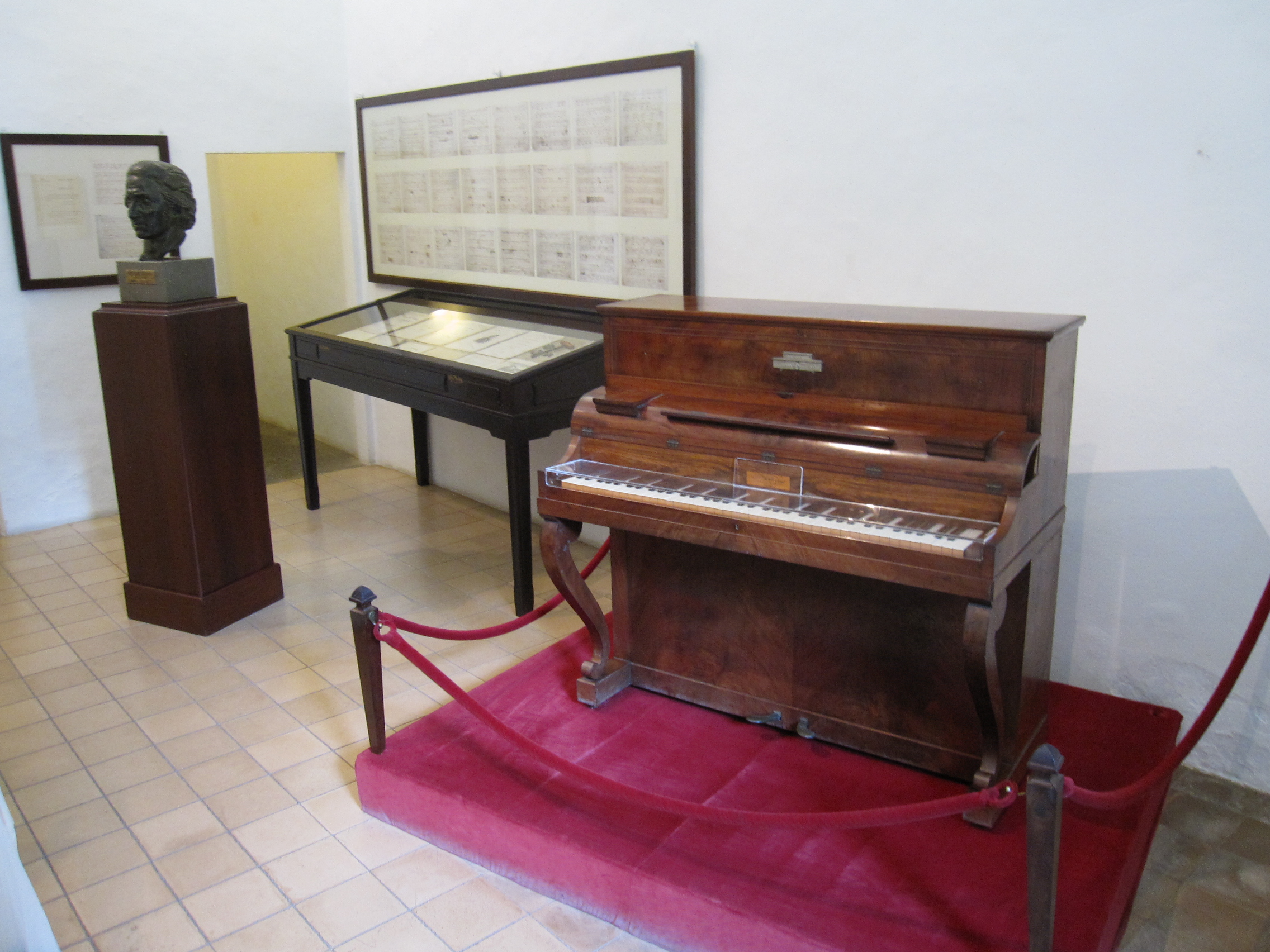
Piano Camille Pleyel de Chopin à Valldemossa.

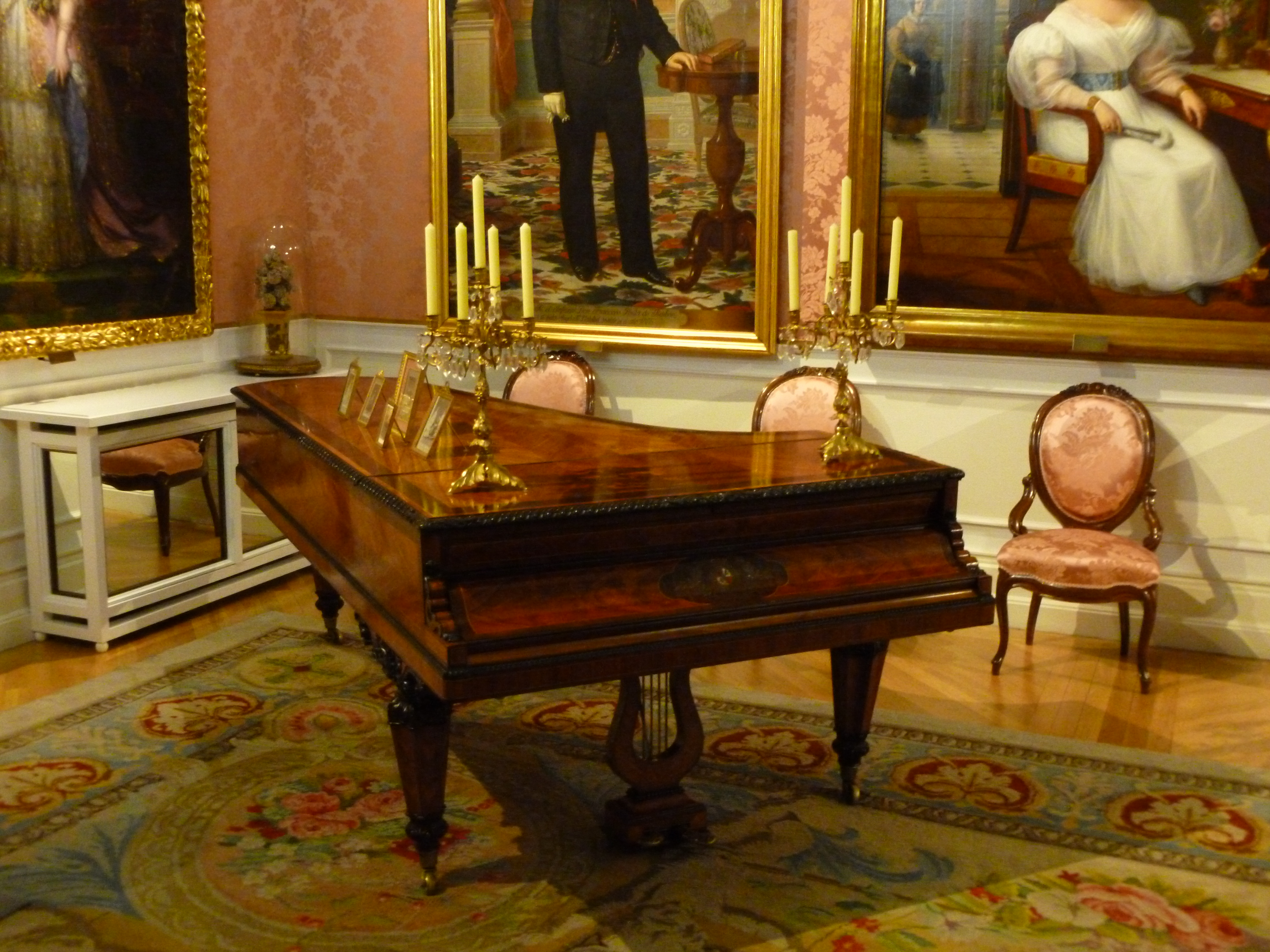
Piano Pleyel à queue marqueté, au musée du romantisme de Madrid

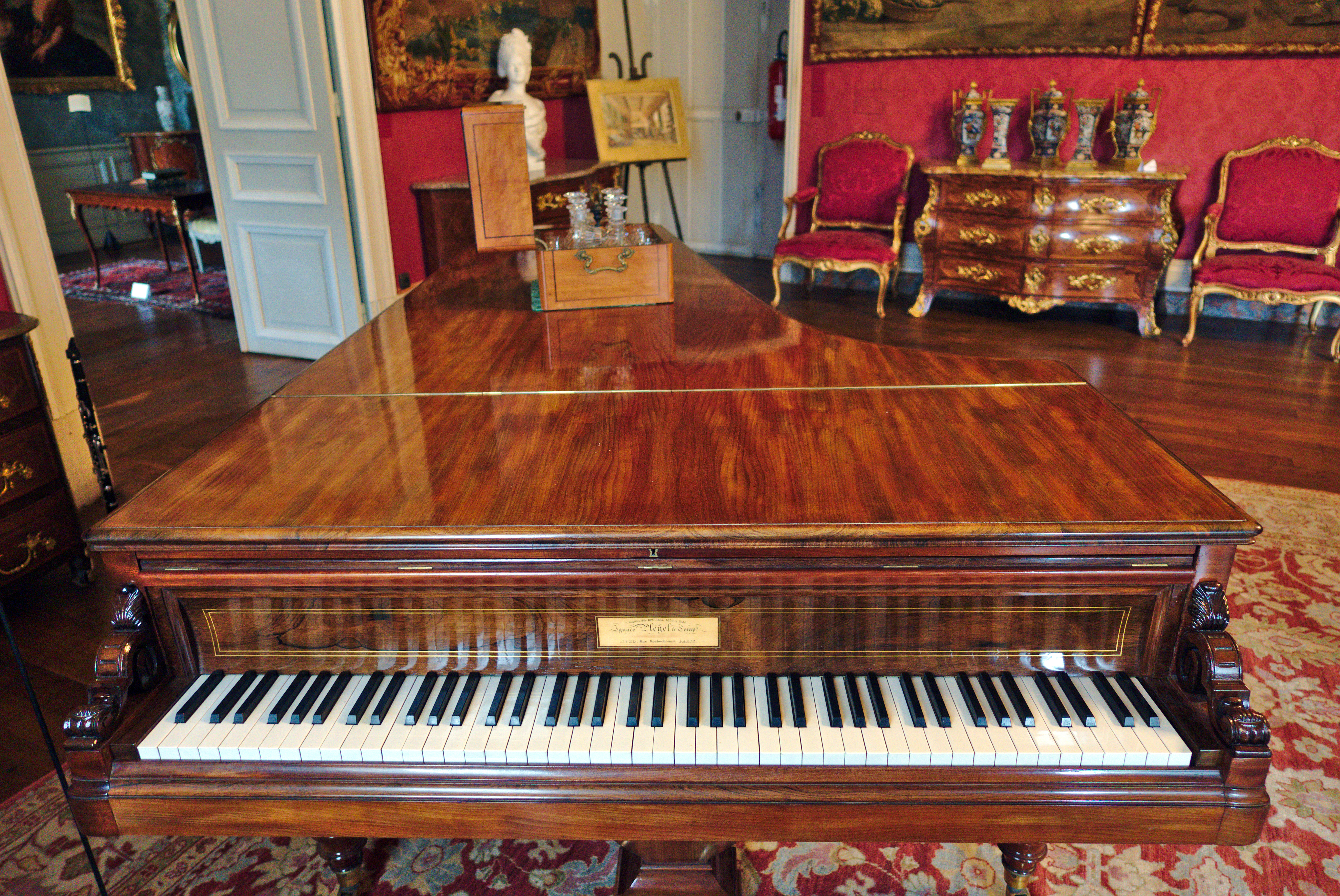
Piano Pleyel à queue de George Onslow en hêtre, érable et épicéa de 1845, au château d'Aulteribe

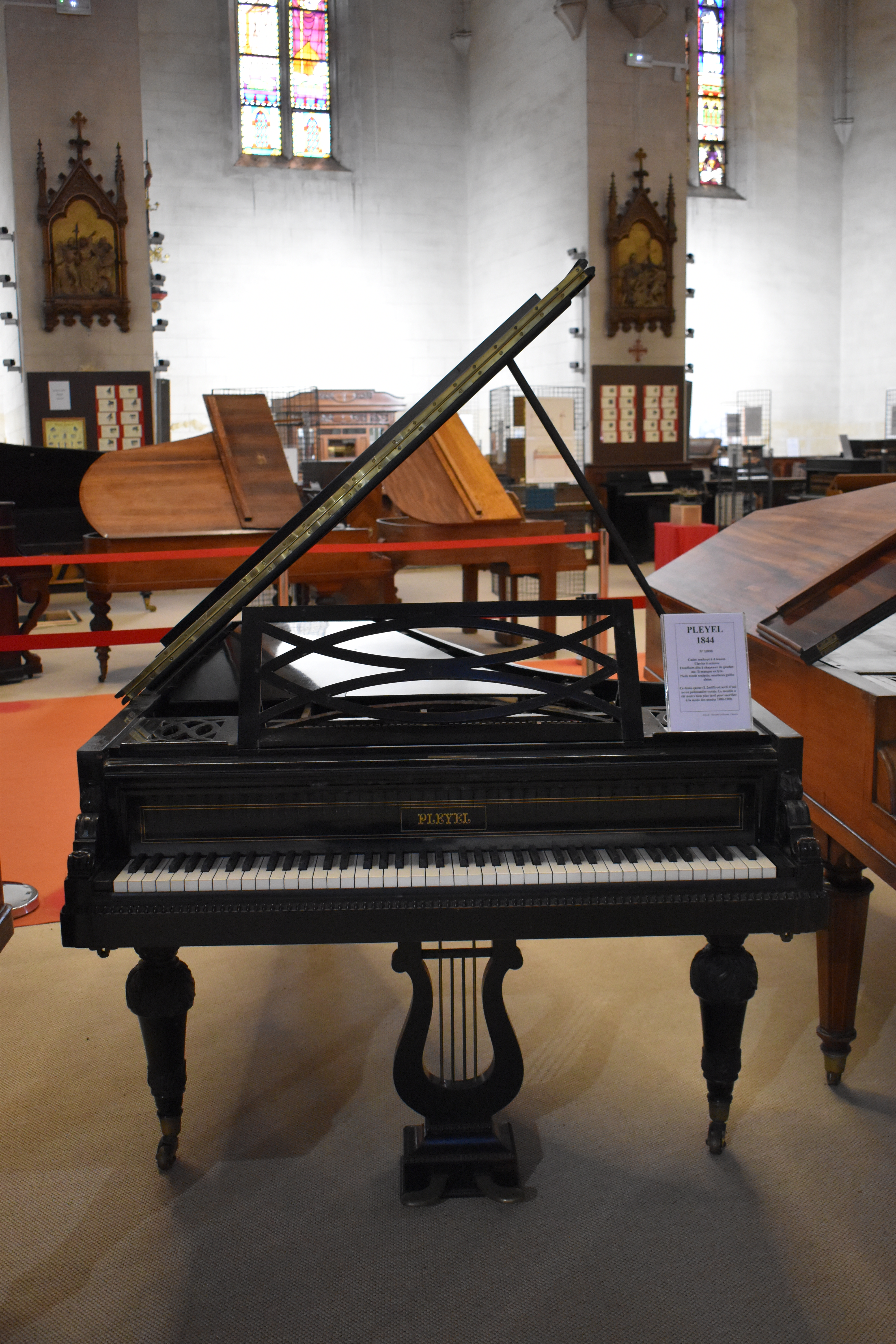
Piano à queue de 1844 Pleyel.

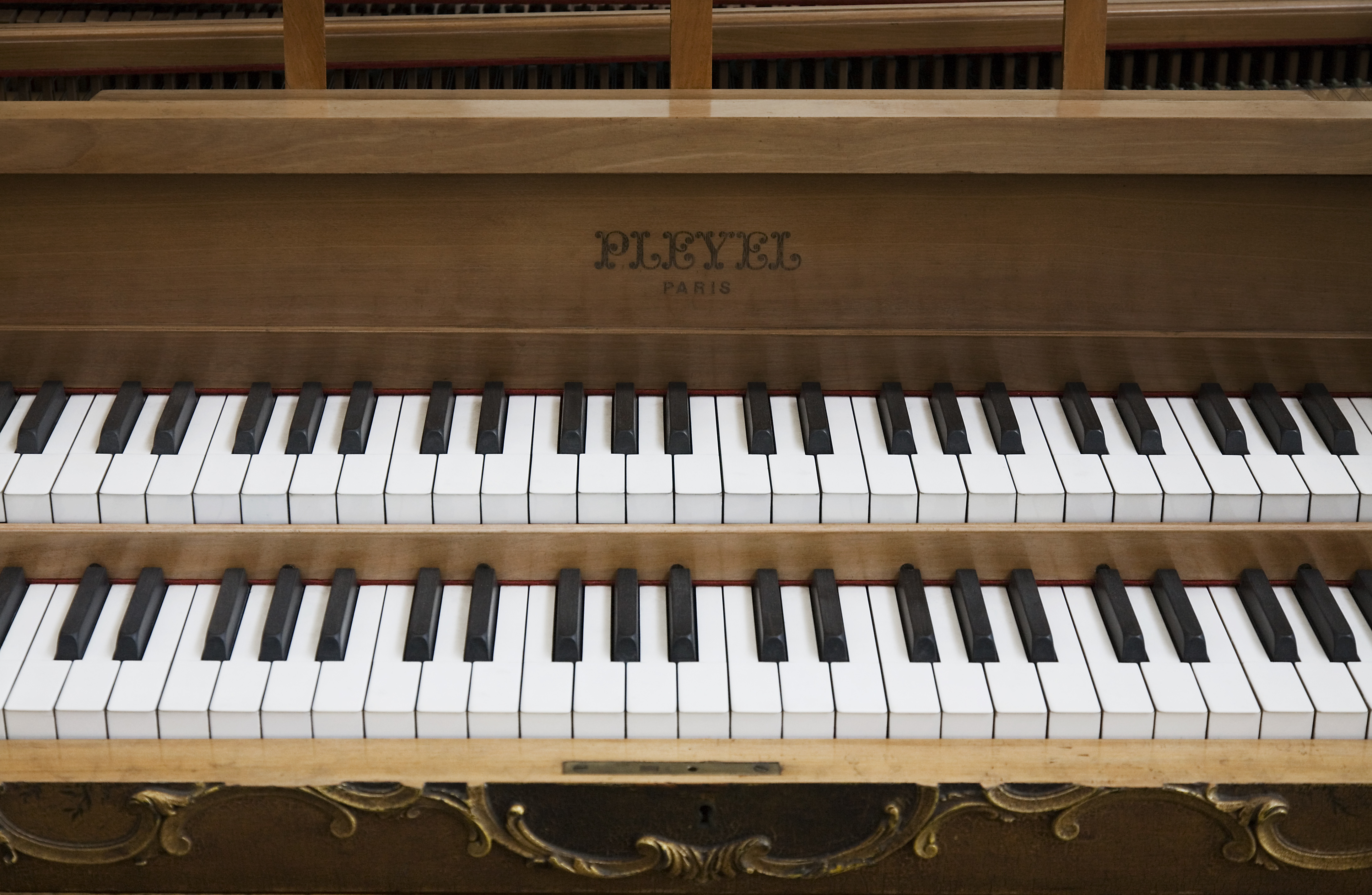
Claviers du clavecin Pleyel de 1889.

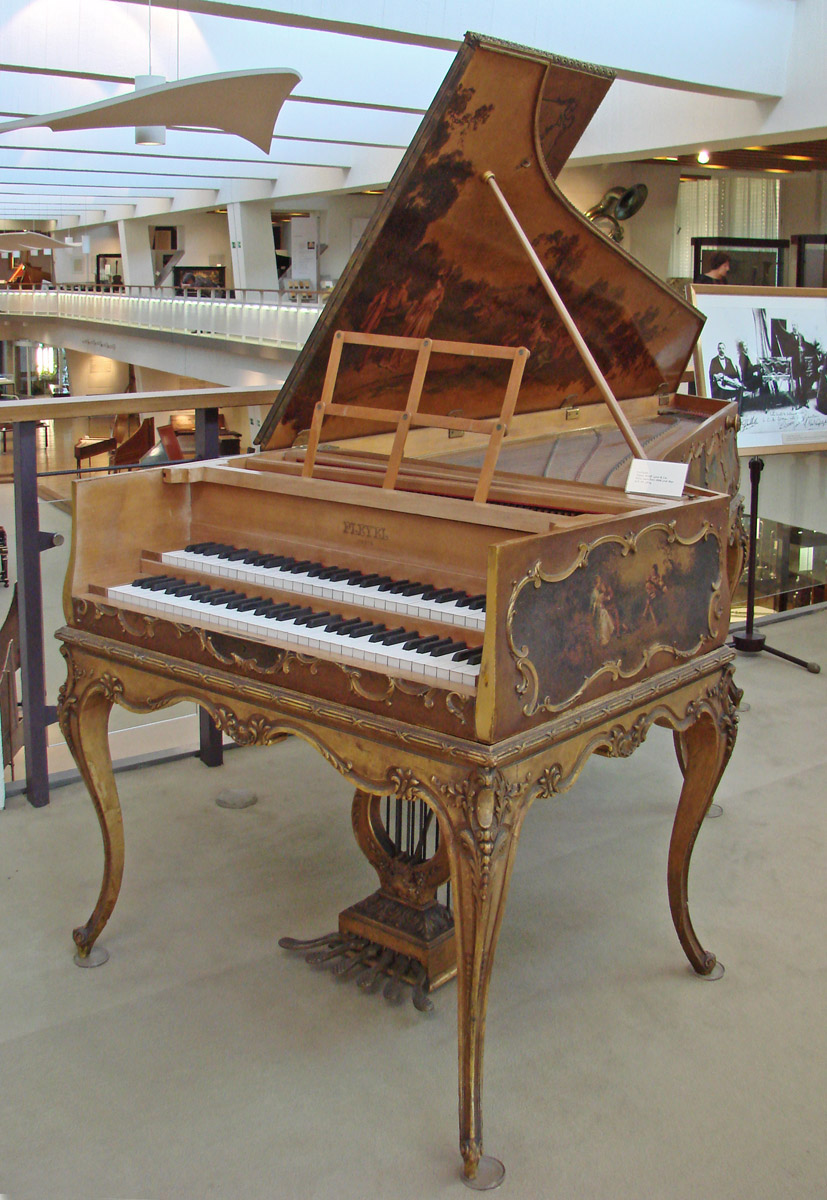
Clavecin de 1889 Pleyel au musée de Berlin.

Camille Pleyel est le fils aîné d'Ignace Pleyel. Il fait ses études sous l'égide de son père, puis de Desormy, Dussek et Steibelt, et effectue quelques voyages (notamment à Londres). Alors qu'il poursuit une carrière de concertiste, il est peu à peu associé à la compagnie paternelle des pianos Pleyel qui à partir de 1815 prend le titre de Ignace Pleyel et Fils aîné.  Dès 1824, il commence à se voir confier l’entreprise par son père Ignace.
Déjà nommé en 1827 fabricant de pianos à queues du duc d'Orléans, Ignace Pleyel est nommé en 1829, conjointement avec son fils Camille, facteur de pianos du roi. En 1831, à la suite de l'avènement de la monarchie de juillet, Ignace est de nouveau nommé à cette charge par le nouveau roi qui nomme aussi dans le même temps son fils Camille, facteur de harpes du Roi. Il est à noter qu'ils ont été précédés de quelques dizaines d'années dans cette charge par Sébastien Érard leur devancier, facteur de pianos du roi jusqu'à la Révolution.
En 1824, Camille s'est associé à Kalkbrenner dans le but de mettre en place une fabrique de piano réputée.  Il vise comme objectif la clientèle de nombre de virtuoses et compositeurs de l'époque (entre autres : Franz Liszt, Frédéric Chopin), ce à quoi il va parvenir. Dans les années 1830, il crée successivement à cette fin deux salles de concerts : en 1830 en accord avec son père, un salon de cent cinquante places situé au 9, rue Cadet dans le IXe arrondissement, puis, à partir de 1838, une salle de cinq cents cinquante places, près de la manufacture Pleyel, c'est la première salle Pleyel proprement dite, construite en 1838–1839 au no 22 de la rue Rochechouart, à côté de la manufacture, et inaugurée en décembre 1839. Ces deux lieux sont les ancêtres de l'actuelle salle Pleyel inaugurée en 1927.

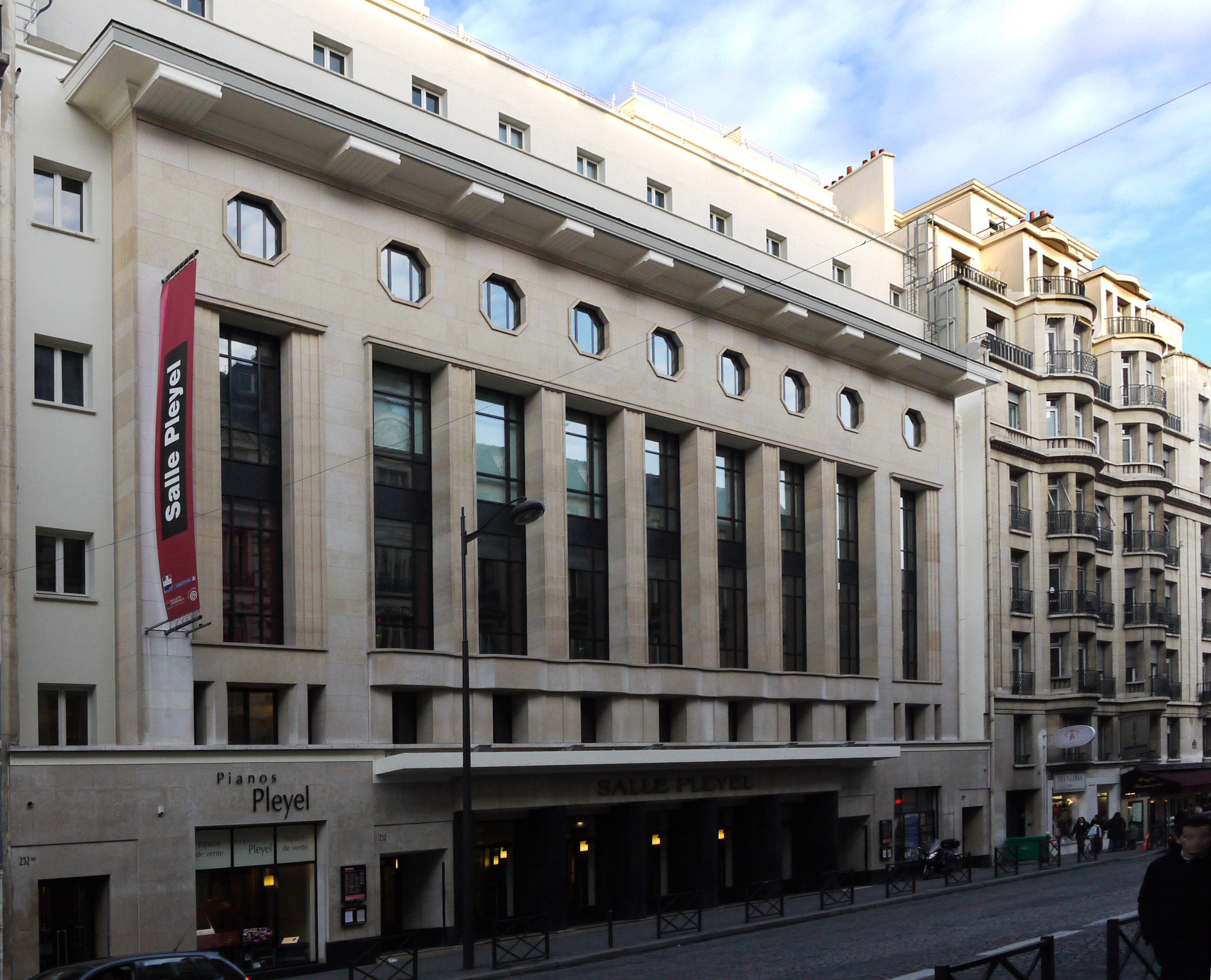
Façade de la salle Pleyel actuelle.

Au décès de son père à la fin 1831, Camille bénéficie de la position et de la reconnaissance officielles que lui procure le double titre de facteur, de pianos (charge dans laquelle il succède à son père) et de harpes (charge qu'il possédait déjà en propre), du roi.
Camille Pleyel a joué un rôle notable dans la carrière de Frédéric Chopin ; celui-ci l'accompagne lors d'un voyage à Londres en 1837 ; en 1838, Pleyel expédie un piano de la marque à Majorque où Chopin se trouve avec George Sand. Frédéric Chopin considérait les pianos Pleyel comme « nec plus ultra » du piano.
En dehors de ses activités commerciales, Camille Pleyel est également pianiste et compositeur. Il est l'auteur d'un Quatuor, de trois Trios pour piano, violon et violoncelle et un grand nombre de Rondos et de Fantaisies.
Sa première épouse, Marie Moke (1811-1875), est une virtuose, qui a acquis une grande notoriété en jouant à 14 ans le premier concerto de Kalkbrenner. Également courtisée par Berlioz, elle épouse Camille Pleyel le 5 avril 1831, mais ils se séparent en 1835 ; Mme Pleyel effectuera encore quelques tournées en Europe avant de s'installer en 1847 à Bruxelles, en tant que pédagogue.
Pleyel se remarie avec Emma Osborn (1817-1906).

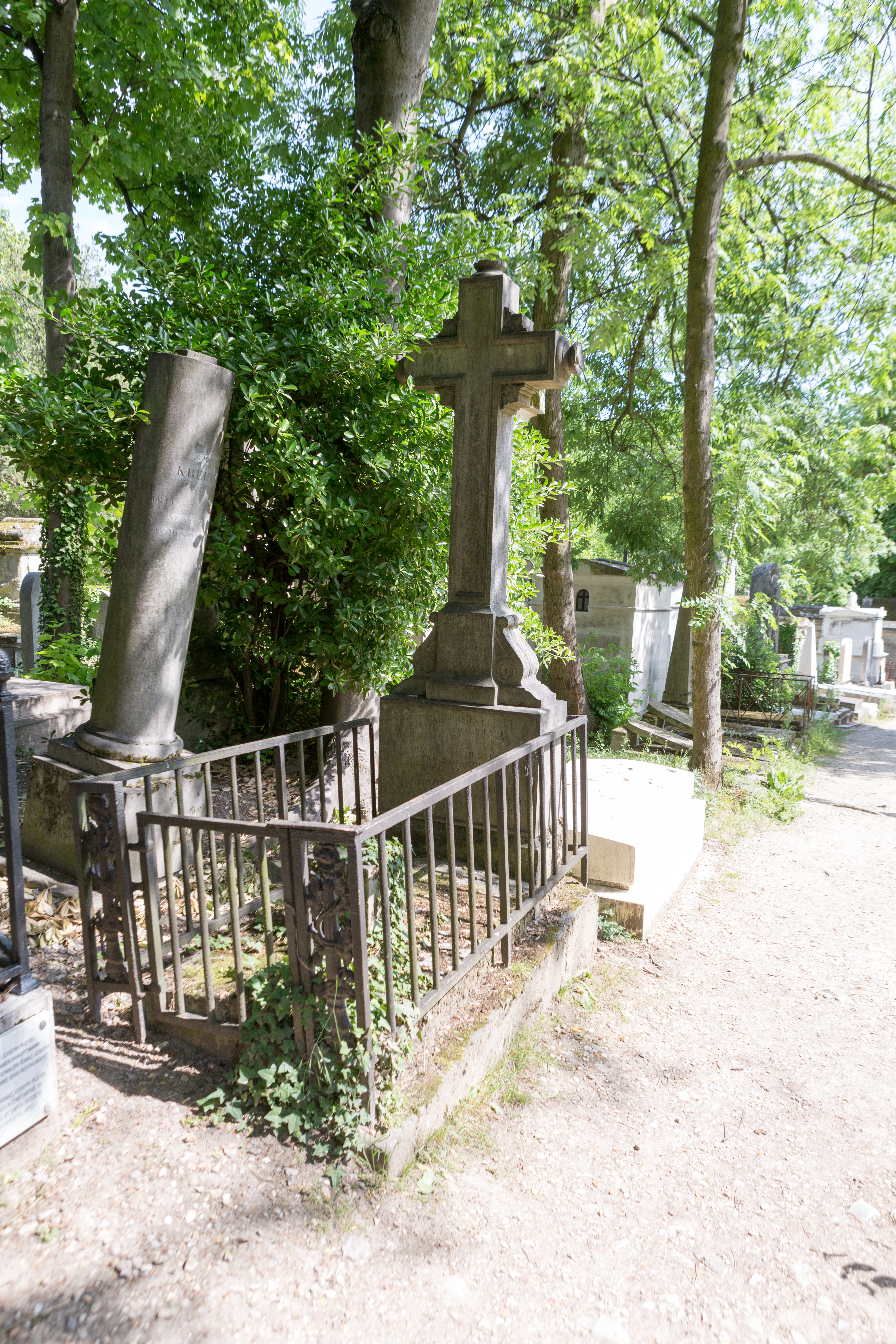
Tombe au cimetière du Père-Lachaise.

Nommé chevalier de la légion d'honneur, Camille Pleyel meurt à Paris le 4 mai 1855 et est inhumé au cimetière du Père-Lachaise (13e division). Son associé Auguste Wolff, reprend alors la compagnie Pleyel, dont il poursuit l'activité lui assurant une forte expansion et une renommée internationale encore accrue, suivi en cela par son gendre Gustave Lyon qui en reprend les rênes dès 1887.
De nos jours les pianos Pleyel sont depuis 2017, la propriété de la société Algam, distributeur officiel de 150 marques d'instruments de musique et de matériel audio. Le rachat des pianos Pleyel est intervenu à l'initiative de Gérard Garnier, président d'Algam,, qui relance la production de pianos français, la sortie des premiers exemplaires intervient à partir fin 2021 et de début de 2022.
En 1890, la rue Pleyel dans le 12e arrondissement de Paris prend son nom en hommage.

## Décoration
- Chevalier de la Légion d'honneur

## Sources et bibliographie
- Extrait d'un dictionnaire biographique de musiciens
- Theodore Baker et Nicolas Slonimsky (trad. Marie-Stella Pâris, préf. Nicolas Slonimsky), Dictionnaire biographique des musiciens [« Baker's Biographical Dictionary of Musicians »], t. 3 : P-Z, Paris, Robert Laffont, coll. « Bouquins », 1995 (réimpr. 1905, 1919, 1940, 1958, 1978), 8e éd. (1re éd. 1900), 4728 p. (ISBN 2-221-07778-4), p. 3230
- Geneviève Honegger, « Joseph Étienne Camille Pleyel », in Nouveau dictionnaire de biographie alsacienne, vol. 30, p. 3028

## Liens contextuels
- Pleyel, le nom de la manufacture de piano ;
- Ignace Joseph Pleyel, son père.
- Salle Pleyel